# Gao Ruona
Gao Ruona (en chino tradicional, 高若訥; pinyin, Gāo Ruònà; 997-1055) fue un funcionario y médico de la dinastía Song.

## Primeros años
Gao nació en 997 en Yuci (榆次), Bingzhou (actual Shanxi). Su padre murió cuando él tenía diez años. Mientras tenía que cuidar a su madre enferma, Gao logró terminar entre los tres primeros de su clase en su examen de jinshi en 1024.

## Carrera
Después de convertirse en jinshi, Gao ascendió de rango en el servicio civil, ocupando puestos como canzhi zhengshi (參知政事); literalmente «Participante en la determinación de los asuntos gubernamentales»), fu zaixiang (副宰相; «Vicegran consejero») y shumi shi (樞密使; Comisionado de Asuntos Militares). Se alineó con el Gran Consejero Lu Yijian, que había servido durante muchos años bajo el emperador Song Renzong. Ouyang Xiu, quien era colega de Gao en la corte Song, vio a Lu Yijian como un «mercenario arribista» y, por lo tanto, lo «criticó salvajemente» por alinearse con Lu. El mismo Ouyang era un aliado de Fan Zhongyan, otro burócrata de alto rango. Lu respondió que Fan y sus aliados estaban «sembrando discordia entre el gobernante y sus funcionarios». Poco después, Fan, Ouyang y varios otros fueron degradados y enviados a las provincias. Para conmemorar este caso de intriga palaciega, Cai Xiang escribió más tarde el poema Sixian yibuxiao (四賢一不肖) o «Cuatro dignos y uno indigno», con «Uno indigno» refiriéndose a Gao.
Gao también estudió y practicó la medicina. Tenía un interés particular en las epidemias, a las que los funcionarios médicos chinos se referían como shanghan (傷寒) o «Trastornos de daño por frío». En algún momento leyó el Shanghan lun (傷寒論) o Tratado de los trastornos causados por el frío, y escribió su propio tratado inspirado en él, titulado Shanghan leiyao (傷寒類要) o Fundamentos categorizados de los trastornos causados por el frío. Sin embargo, tuvo una circulación limitada porque no se imprimió.
En cualquier caso, Gao probablemente ejerció una influencia significativa en la agenda del Jiaozheng yishu ju (校正醫書局) u Oficina de Edición de Textos Médicos, que supervisó la publicación de numerosos trabajos relacionados con los trastornos causados por el frío. Gao era el suegro del editor jefe de la Oficina. El segundo hijo de Gao también pasó a formar parte del equipo editorial, al igual que uno de los estudiantes de Gao.
Además, Gao era un anticuario interesado en la metrología. Con el respaldo de la corte Song, reconstruyó muchos de los dispositivos que Li Chunfeng había usado para definir el valor de un chi.

### Citas
1. 1 2  Goldschmidt, 2007, p. 87.
2. ↑  Goldschmidt, 2007, pp. 87–88.
3. 1 2 3  Levine, 2008, p. 199.
4. ↑  Levine, 2008, p. 48.
5. 1 2  Goldschmidt, 2007, p. 88.
6. ↑  Goldschmidt, 2007, p. 55.
7. 1 2  Goldschmidt, 2007, p. 89.
8. ↑  Boyanton, 2022, pp. 126–127.
9. ↑  Goodman, 2010, pp. 194–195.

### Obras citadas
- Boyanton, Stephen (2022). «The Canonicity of the Yellow Emperor's Medical Classic: Han through Song».  En Lo, Vivienne; Stanley-Baker, Michael, eds. Routledge Handbook of Chinese Medicine. Routledge. pp. 120-132. ISBN 9780415830645.
- Goldschmidt, Asaf (2007). «Epidemics and Medicine during the Northern Song Dynasty: The Revival of Cold Damage Disorders (Shanghan)». T'oung Pao 93 (1/3): 53-109. doi:10.1163/008254307X211106.
- Goodman, Howard L. (2010). Xun Xu and the Politics of Precision in Third-century AD China. Brill. ISBN 9789004183377.
- Levine, Ari Daniel (2008). Divided by a Common Language: Factional Conflict in Late Northern Song China. University of Hawaii Press. ISBN 9780824862206.

- Datos: Q10566821